# Roger A.B. Mynors
Roger Aubrey Baskerville Mynors (28 juillet 1903 - 17 octobre 1989) est un classiciste et médiéviste anglais, qui est professeurs de latin aux universités d'Oxford et de Cambridge. Critique textuel, il est un expert dans l'étude des manuscrits et leur rôle dans la reconstruction des textes classiques.
La carrière de Mynors s'étend sur la majeure partie du XXe siècle et chevauche deux des plus grandes universités d'Angleterre, Oxford et Cambridge. Formé à au collège d'Eton, il étudie la littérature et les humanités au collège de Balliol, à Oxford, et passe les premières années de sa carrière comme membre de ce collège. Il est "Kennedy Professor of Latin" (un poste prestigieux dans la hiérarchie des professeurs de Cambridge), à Cambridge de 1944 à 1953 et "Corpus Christi Professor of Latin" à Oxford de 1953 jusqu'à sa retraite en 1970. Il meurt dans un accident de voiture en 1989, à l'âge de 86 ans, alors qu'il se rendait à sa résidence de campagne, le château de Treago.
La réputation de Mynors est celle d'un des plus grands classicistes britanniques. Il est un expert en paléographie, et on lui attribue le mérite d'avoir démêlé un certain nombre de manuscrits très complexes dans ses catalogues des bibliothèques de Balliol et de la cathédrale de Durham. Ses publications sur des sujets classiques comprennent des éditions critiques de Vergil, Catulle et Pline le Jeune. La dernière réalisation de sa carrière d'érudit est un commentaire complet sur les Géorgiques de Virgile, est publié à titre posthume. En plus des diplômes honorifiques et des bourses de diverses institutions, Mynors est également élevé au rang de chevalier en 1963.

## Enfance et études
Roger Aubrey Baskerville Mynors est né à Langley Burrell, dans le Wiltshire, dans une famille de la noblesse d'Herefordshire. La famille Mynors possède le domaine du Château de Treago depuis le XVe siècle, et il y réside plus tard, notamment durant sa retraite. Il est le fils de Margery Musgrave et Aubrey Baskerville Mynors, un ecclésiastique anglican, recteur de Langley Burrell, qui est secrétaire du Congrès pan-anglican, tenu à Londres en 1908. Il a un frère jumeau Humphrey Mynors, qui devient par la suite gouverneur adjoint de la Banque d'Angleterre. Les frères partageent une amitié forte et vivent ensemble dans leur maison ancestrale après la retraite de Roger.
Mynors fréquente la Summer Fields School à Oxford et, en 1916, il entre au collège d'Eton en tant que King's Scholar. À Eton, il fait partie d'une génération d'élèves comprenant l'historien Steven Runciman et l'écrivain George Orwell. Son intérêt précoce pour la littérature latine et son désir de transmission de son savoir sont encouragés par deux de ses professeurs, Cyril Alington et M. R. James. Alington, qui devient pour lui un mentor et un ami important puisque, tout comme Mynors, il est fasciné par les traditions manuscrites de l'Europe médiévale.

## Carrière Académique

### Balliol College, Oxford
En 1922, Mynors remporte l'Exhibition Domus, une bourse pour étudier l'Antiquité et le classicisme au Balliol College d'Oxford. Il étudie en même temps que le critique littéraire Cyril Connolly, le musicologue Jack Westrup, le futur vice-chancelier de l'université d'Oxford, Walter Fraser Oakeshott, et l'historien Richard Pares, et il réussit très bien au cours de ses études universitaires. Diplômé d'un Bachelor en arts en 1926, il remporte les bourses Hertford (1924), Craven (1924) et Derby (1926), est élu fellow de Balliol et devient professeur de lettres classiques. En 1935, il est élevé au rang de maître de conférences de l'université. À l'époque de sa nomination, une grande partie de l'enseignement de Mynors portet sur le poète Virgile, dont il a édité les œuvres complètes au cours des décennies suivantes.
Son mandat à l'Université d'Oxford marque le début de son travail approfondi sur les manuscrits médiévaux. À partir de la fin des années 1920, Mynors est davantage attiré par les questions de codicologie que par les questions purement classiques. Il prépare une édition de l'érudit du VIe siècle Cassiodore[, pour laquelle il voyage beaucoup en Europe continentale ; une édition critique est publiée en 1937. En 1929, il est nommé bibliothécaire du Balliol College. Ce poste lui donne l'impulsion nécessaire pour créer un catalogue des manuscrits médiévaux du collège. Un projet similaire, un catalogue des manuscrits conservés à la cathédrale de Durham, est compilé dans les années 1930. L'intérêt de Mynors pour la codicologie donne lieu à une étroite coopération avec les médiévistes Richard William Hunt et Neil Ripley Ker.
En 1936, vers la fin de son mandat à Balliol, Mynors rencontre Eduard Fraenkel, alors titulaire d'une chaire de latin à Oxford. Ayant déménagé en Angleterre en raison de la discrimination croissante à l'égard des Juifs allemands, Fraenkel est un représentant de premier plan de la tradition savante allemande. Son mentorat contribue à faire passer Mynors du statut d'érudit amateur à celui de critique professionnel des textes latins. Ils entretiennent une étroite amitié, qui permet à Mynors de rencontrer d'autres philologues allemands, dont Rudolf Pfeiffer et Otto Skutsch.
Mynors passe l'hiver 1938 comme chercheur invité à l'université Harvard. En 1940, après un bref retour à Balliol, l'engagement de la Grande-Bretagne dans la Seconde Guerre mondiale lui vaut d'être employé au Département du contrôle des changes du Trésor de Sa Majesté, responsable de l'administration des transactions en devises étrangères. À Balliol, Mynors enseigne de 1926 à 1944, période pendant laquelle il sert de mentor à un certain nombre de futurs chercheurs, dont le spécialiste de Wittgenstein David Pears et le classiciste Donald Russell.
Il traduit Guillaume de Malmesbury : Gesta Regum Anglorum (Deeds of the English Kings) (« Les actions des rois d'Angleterre ») et participe à la traduction de Bède le Vénérable : Histoire ecclésiastique du peuple anglais, l'édition des derniers tomes des Codices Latini Antiquiores, et la traduction de Walter Map : De nugis curialium  (Bagatelles des courtisans).